# 発泡ポリエチレン
発泡ポリエチレン（はっぽうぽりえちれん）とは、エチレンを縮合する際にビーズ法を用いて発泡させ弾性を持たせたポリエチレンである。EPE（いーぴーいー、Expanded Poly-Ethylene）とも略記される。

## 概要
発泡ポリエチレンはポリエチレンの一種で、エチレンを縮合する際にビーズ法で発泡させ弾力を持たせた化成品である。発泡スチロールが比較的硬く整形しやすい特徴を有するのに対し、発泡ポリエチレンは柔軟で曲げやすい特徴を有する。何れも工業製品（家電製品や金属製品）の緩衝材や保温・保冷材として用いられる。
工業製品の緩衝材として用いられるため、家電製品や金属製品の組み立て工場の近くには必ずこうしたEPE等の加工工場およびその鋳型製作事業者などが立地する。